# Mark Lewis Jones

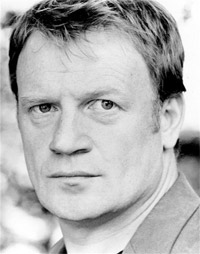
Mark Lewis Jones

Mark Lewis Jones (* 1964 in Rhosllannerchrugog, Wales) ist ein britischer Schauspieler.

## Leben und Karriere
Mark Lewis Jones wurde in Rhosllanerchrugog geboren und wuchs dort auf. Seine ersten Schauspielerfahrungen hatte er als Jugendlicher am Clwyd Youth Theatre. Danach absolvierte er die Schauspielausbildung am Royal Welsh College of Music & Drama.
1985 hatte er seinen ersten Fernsehauftritt in Space Cracks. Es folgten weitere Film- und Fernsehauftritte.
2009 war Mark Lewis Jones in A Child’s Christmases zu sehen.
2012 bekam er für seine Darstellung des Petes in Baker Boys eine Nominierung für den BAFTA Cymry Award als bester Schauspieler. 2013 spielte er den Krieger Aethulwulf im Film Das Blut der Wikinger.
2014 nahm Mark Lewis Jones gemeinsam mit dem Schauspieler Richard Harrington am Marathon des Sables (MDS) teil. Dabei begleitete ihn ein Filmteam, das eine Dokumentation für den Fernsehsender S4C drehte. Außerdem wurden mit dem Marathon Spendengelder für eine Blutkrebs-Wohltätigkeitsorganisation sowie für die Leukämie- und Lymphom-Forschung gesammelt. Neben seinen Auftritten in Film und Fernsehen ist Mark Lewis Jones auch im Theater zu sehen.
2019 war er in der Miniserie Chernobyl als Kommandeur der Chemischen Truppen der UdSSR Wladimir Pikalow zu sehen.

## Filmografie (Auswahl)
- 1985: Space Cracks
- 1986: Walhalla
- 1989: Rosamunde Pilcher: Die Muschelsucher (The Shell Seekers)
- 1989: Zorniges Land
- 1989: Heartland (Fernsehfilm)
- 1990: Vorsicht Arzt
- 1991: The Play on One (Fernsehserie, 1 Episode)
- 1991: Heroes II: The Return (Fernsehfilm)
- 1992: Between the Lines (Fernsehserie, 1 Episode)
- 1995–2002: A Mind to Kill (Fernsehserie, 2 Episoden)
- 1995–2012: Casualty (Fernsehserie, 2 Episoden)
- 1996: Polizeiarzt Dangerfield (Fernsehserie, 1 Episode)
- 1996: Soldier Soldier (Fernsehserie, 1 Episode)
- 1996–1997: This Life (Fernsehserie, 6 Episoden)
- 1999: The Knock (Fernsehserie, 6 Episoden)
- 1999: Salomon und Gaenor (Solomon and Gaenor)
- 2000: Jason und der Kampf um das Goldene Vlies (Jason and the Argonauts, Fernsehfilm)
- 2000: Where the Heart Is (Fernsehserie, 1 Episode)
- 2001: The Bench (Fernsehserie)
- 2001: Score (Fernsehfilm)
- 2001: Die Nebel von Avalon (Fernsehfilm)
- 2001: Tales from Pleasure Beach (Fernsehserie)
- 2001: The Infinite Worlds of H.G. Wells (Fernsehserie)
- 2002: Holby City (Fernsehserie)
- 2002: Y Ty (Fernsehserie)
- 2002: Lenny Blue (Fernsehfilm)
- 2003: Triongl (Fernsehserie)
- 2003: Red Cap (Fernsehserie, 1 Episode)
- 2003: Spooks – Im Visier des MI5 (Fernsehserie, 1 Episode)
- 2003: Master & Commander – Bis ans Ende der Welt
- 2003: The Measure of My Days (Kurzfilm)
- 2004: Troja (Troy)
- 2004: Murphy’s Law (Fernsehfilm)
- 2004: Lie with Me (Fernsehserie, 1 Episode)
- 2004: Murder Prevention (Fernsehserie, 4 Episode)
- 2005: Con Passionate (Fernsehserie, 1 Episode)
- 2005: 55 Degrees North (Fernsehserie, 7 Episoden)
- 2005: Waking the Dead – Im Auftrag der Toten (Fernsehserie, 2 Episoden)
- 2006: Little White Lies
- 2006: Hydra (Kurzfilm)
- 2006: Stick or Twist (Fernsehserie)
- 2006: Annually Retentive (Fernsehserie, 1 Episode)
- 2006: Daddy's Girl
- 2006: Calon Gaeth
- 2006: Torchwood (Fernsehserie, 1 Episode)
- 2007: The Commander: The Devil You Know (Fernsehfilm)
- 2007: The Commander: The Fraudster (Fernsehfilm)
- 2007: The Commander: Windows of the Soul (Fernsehfilm)
- 2007: Y Pris (Fernsehserie, 5 Episoden)
- 2008: Caught in the Act
- 2008: Die Schwester der Königin
- 2008: Das Leiden Christi (Fernsehserie, 3 Episoden)
- 2008: The Commander: Abduction (Fernsehfilm)
- 2009: Zig Zag Love (Fernsehfilm)
- 2009: Law & Order: UK (Fernsehserie, 1 Episode)
- 2009: Framed (Fernsehfilm)
- 2009: Crash (Fernsehserie, 1 Episode)
- 2009: Merlin – Die neuen Abenteuer  (Fernsehserie, 1 Episode)
- 2009: A Child's Christmases in Wales  (Fernsehfilm)
- 2010: Robin Hood
- 2010: The Cursed Mirror (Kurzfilm)
- 2010: Pen Talar (Fernsehserie, 1 Episode)
- 2011: Silent Witness (Fernsehserie, 2 Episoden)
- 2011: Being Human (Fernsehserie, 2 Episoden)
- 2011: Game of Thrones (Fernsehserie, 2 Episoden)
- 2011: Baker Boys (Fernsehserie, 6 Episoden)
- 2012: Sindbad (Fernsehserie, 1 Episode)
- 2012: Titanic (Fernsehserie, 2 Episoden)
- 2012: Silk – Roben aus Seide (Silk, Fernsehserie, 1 Episode)
- 2012–2013: Stella (Fernsehserie, 15 Episoden)
- 2013: A Viking Saga: The Darkest Day
- 2013: Atlantis (Fernsehserie, 1 Episode)
- 2013: Talking to the Dead (Fernsehserie, 2 Episoden)
- 2014: 37 Days (Fernsehserie, 3 Episoden)
- 2014: Under Milk Wood (Fernsehfilm)
- 2014: Kind 44 (Child 44)
- 2015: Königin der Wüste (Queen of the Desert)
- 2016: The Lighthouse
- 2017: Star Wars: Die letzten Jedi (Star Wars: The Last Jedi)
- 2018: Apostle
- 2019: Chernobyl (Miniserie, 2 Episoden)
- 2019: The Good Liar – Das alte Böse (The Good Liar)
- 2019: The Crown (Fernsehserie, 1 Episode)
- 2019: Carnival Row (Fernsehserie)
- 2020: Gangs of London
- 2020: Rebecca
- 2021: München – Im Angesicht des Krieges (Munich: The Edge of War)
- 2021: The Phantom of the Open
- seit 2022: Outlander (Fernsehserie)
- 2023: Bolan’s Shoes
- 2023: The Reckoning (vierteilige Miniserie)
- 2024: Rentierbaby (Baby Reindeer, Miniserie, 3 Episode)